# Детский кинотеатр «Антей»
Детский кинотеатр «Антей» — детский кинотеатр в Таганроге. Существовал с 1976 года до начала 1980-х.

## История кинотеатра
Детский кинотеатр «Антей» был устроен в 1976 году в сквере Комсомольского переулка, напротив средней школы № 15, в списанном пассажирском самолёте Ан-10А (з/н 0402301).
Этот экземпляр самолёта был передан в Таганрог для проведения в рамках госпрограммы дополнительных статический испытаний после череды авиакатастроф, которые преследовали АН-10. Снятые с эксплуатации самолёты были подобным образом в это же время установлены во многих городах СССР. В Ростове-на-Дону было установлено два экземпляра, в парке им. Н. Островского вблизи Северо-Кавказской детской железной дороги и в парке «Сказка», ныне «Солнечный город» на Коммунистическом проспекте (использовался как детский кинотеатр). В Новочеркасске самолёт был установлен в одном из детских парков на ул. Московской и использовался как детский кинотеатр «Орлёнок». В Кишиневе из самолета было сделано детское кафе-мороженое «Лайнер».
Билетная касса кинотеатра, установленная в Комсомольском переулке рядом с хвостовой частью самолёта, была выполнена в форме спускаемого космического аппарата. 
В конце 1970-х произошёл трагический случай. Один из мальчиков, обследовавших лючки самолёта в хвостовой части, сорвался с опоры и погиб от удушения.
Кинотеатр просуществовал несколько лет. 
В начале 1980-х годов корпус самолёта, подвергавшийся непрерывным атакам местных мальчишек, был перевезён в посёлок Матвеев Курган в район средней школы № 3, где планировалось сделать детский кинотеатр. Однако летом 1988 года самолёт был разрезан на металлолом, а двигатели длительное время после этого находились на территории Матвеев-Курганской «Сельхозтехники».
Кинотеатр-самолёт изображён на акварельном рисунке художника Владислава Протопопова Архивная копия от 7 января 2017 на Wayback Machine.